# 鎧

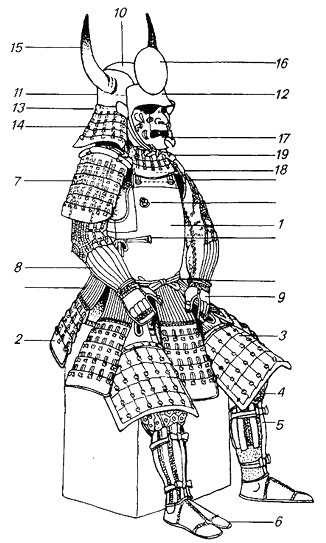
画像は当世具足の一形式。
1 - 胴
2 - 草摺（くさずり）
3 - 佩楯（はいだて）
4 - 袴
5 - 脛当（すねあて）
6 - 草鞋
7 - 袖
8 - 籠手（こて）
9 - 手甲（てっこう）
10 - 兜鉢（かぶとばち）
11 - 腰巻（こしまき）
12 - 眉庇（まびさし）
13 - 吹返（ふきかえし）
14 - 錏（しころ）
15 - 脇立（わきだて）
16 - 前立（まえだて）
17 - 面具（めんぐ）
18 - 垂（すが）
19 - 襟廻（えりまわし）

鎧（甲、よろい）は、戦闘の際に装着者の身体を矢や剣などの武器による攻撃から防護する衣類・武具のこと。重要な臓器のある胴や胸の部分を守るのが主な目的である。兜（冑、かぶと）や他の防具とセットで用いられ、あわせて甲冑とも呼ばれる。人間だけではなく、戦馬や象などの動物を保護するために使われることもあった。
鎧の素材は、革・青銅・鉄と実に様々で、また同じ鉄であっても板金を加工して用いたり鎖状にしたものを用いたりとバリエーションに富む。鋼材を打ち伸ばして作った鉄板を組み合わせた物や、鉄や青銅の小板を紐で繋げた物、鉄や青銅のリングを幾つも繋いだ鎖帷子がある。

## 地域・時代ごとの鎧

### 日本の鎧

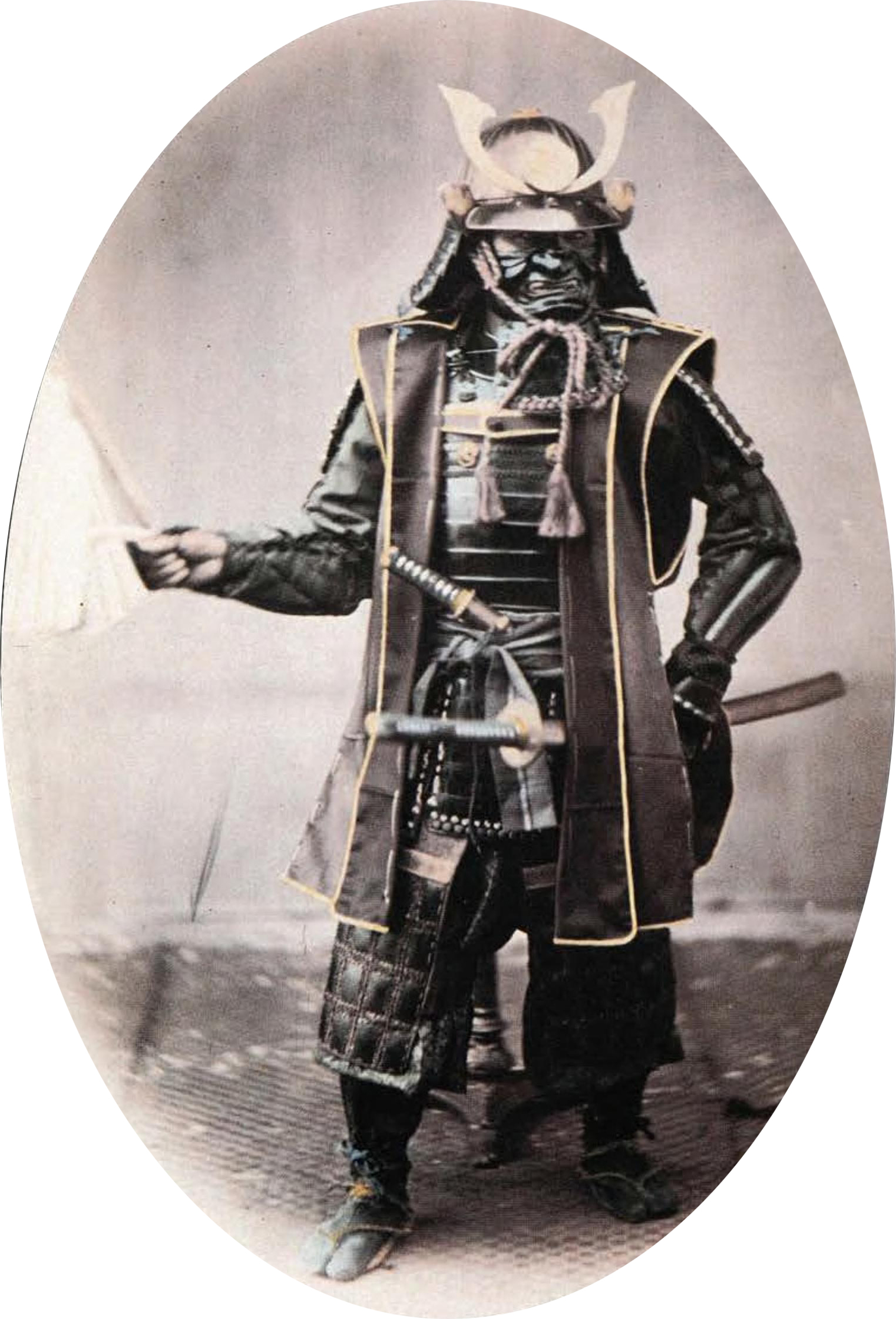
当世具足の事例

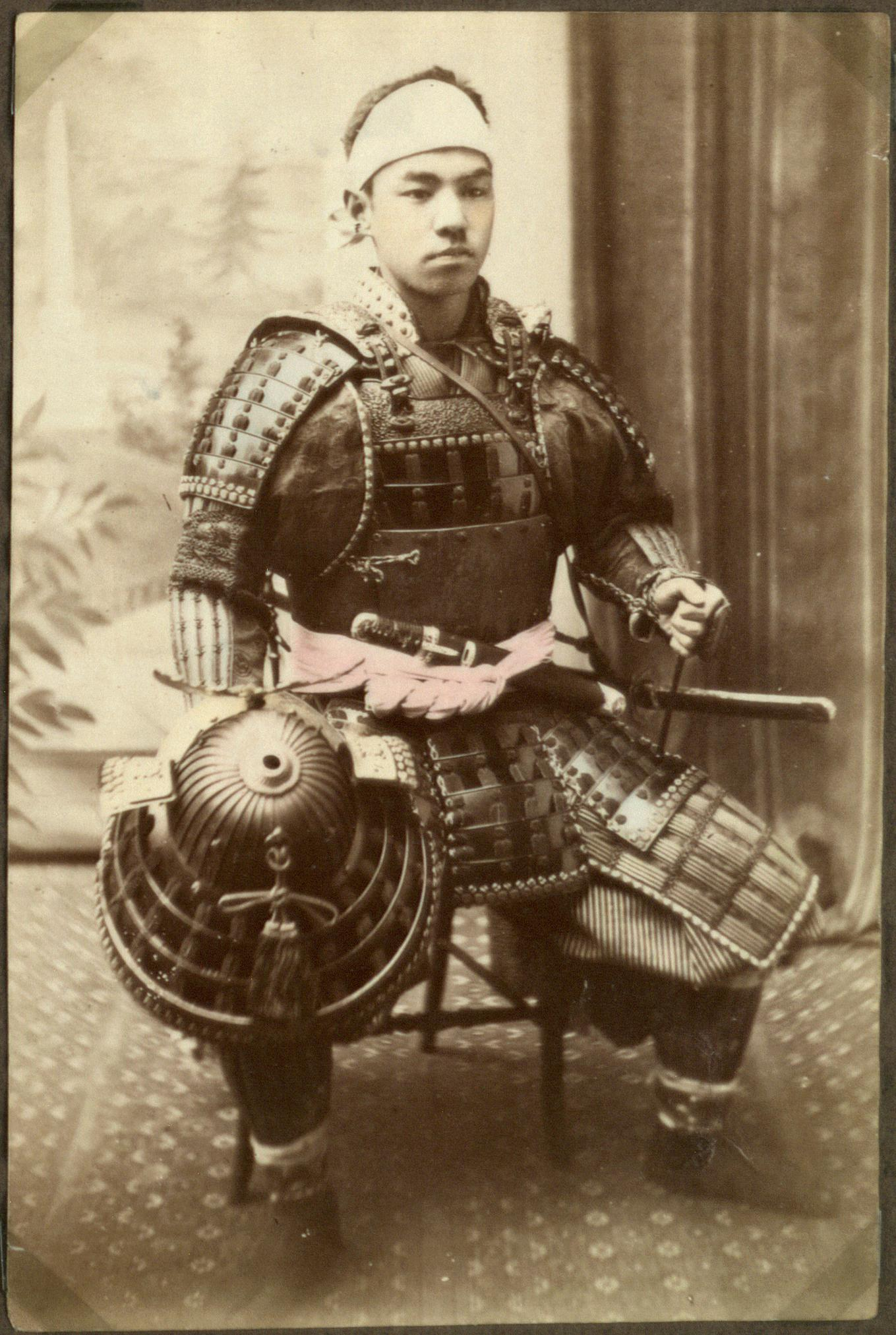
当世具足の事例

#### 弥生時代
- 木製甲

#### 古墳・飛鳥時代
- 板甲（帯金式甲冑）
- 小札甲

#### 奈良・平安時代
- 短甲
- 挂甲

#### 平安時代中期〜室町時代
- 大鎧
- 胴丸
- 腹巻
- 腹当

#### 戦国時代
- 当世具足

### 中国の鎧
殷の時代に木や革を胸に当てる原始的な鎧が用いられるようになった。周代には同様の形式で、青銅製の一枚板で造られたものが出現した。春秋戦国時代に入ると、小さな長方形の札を革紐で縦横に綴った札甲、いわゆるラメラーアーマーが一般的なものになり、以降中国甲冑の基本形式となった。
札は革製のものと青銅製のものがあり、前者は一般の兵士が用い、後者は司令官や将校など上位の軍人が着用した。漢代には鉄製の鎧が普及し、楕円形の小札を隙間なく並べた魚鱗甲が出現した。中には腕を筒状の袖で覆う筒袖鎧と呼ばれるタイプのものもあった。また漢代には騎兵が軍の主力となり、敵の攻撃から足を守るために下半身を覆う鎧が現れた。魏晋南北朝時代になると、歩兵の装備が軽装化される一方、全身を鎧で覆った重装の騎兵が一般化した。中には胸部のみを一枚の鉄板で保護した明光鎧もあり、唐代には上位の軍人が好んで使用した。
時代を経るごとに小札の形状は多様化していった。宋代から明代の初期にかけては、山文甲のような装飾性と実用性を兼ねた鎧が広く用いられ、中国甲冑はある種の最終形態に到達した。その後、明代から清代にかけて銃火器が発達すると、その威力に対抗できなくなった甲冑は次第に儀礼的なものとなり、やがて外観だけを甲冑に似せた布製の制服に名残を留めるのみとなった。
- 玄甲
- 魚鱗甲
- 明光鎧
- 筒袖鎧
- 唐十三鎧（明光甲、光要甲、細鱗甲、山文甲、烏錘甲、白布甲、絹甲、布背甲、歩人甲、皮甲、木甲、鎖子甲、馬甲）[1]

### 西洋の鎧

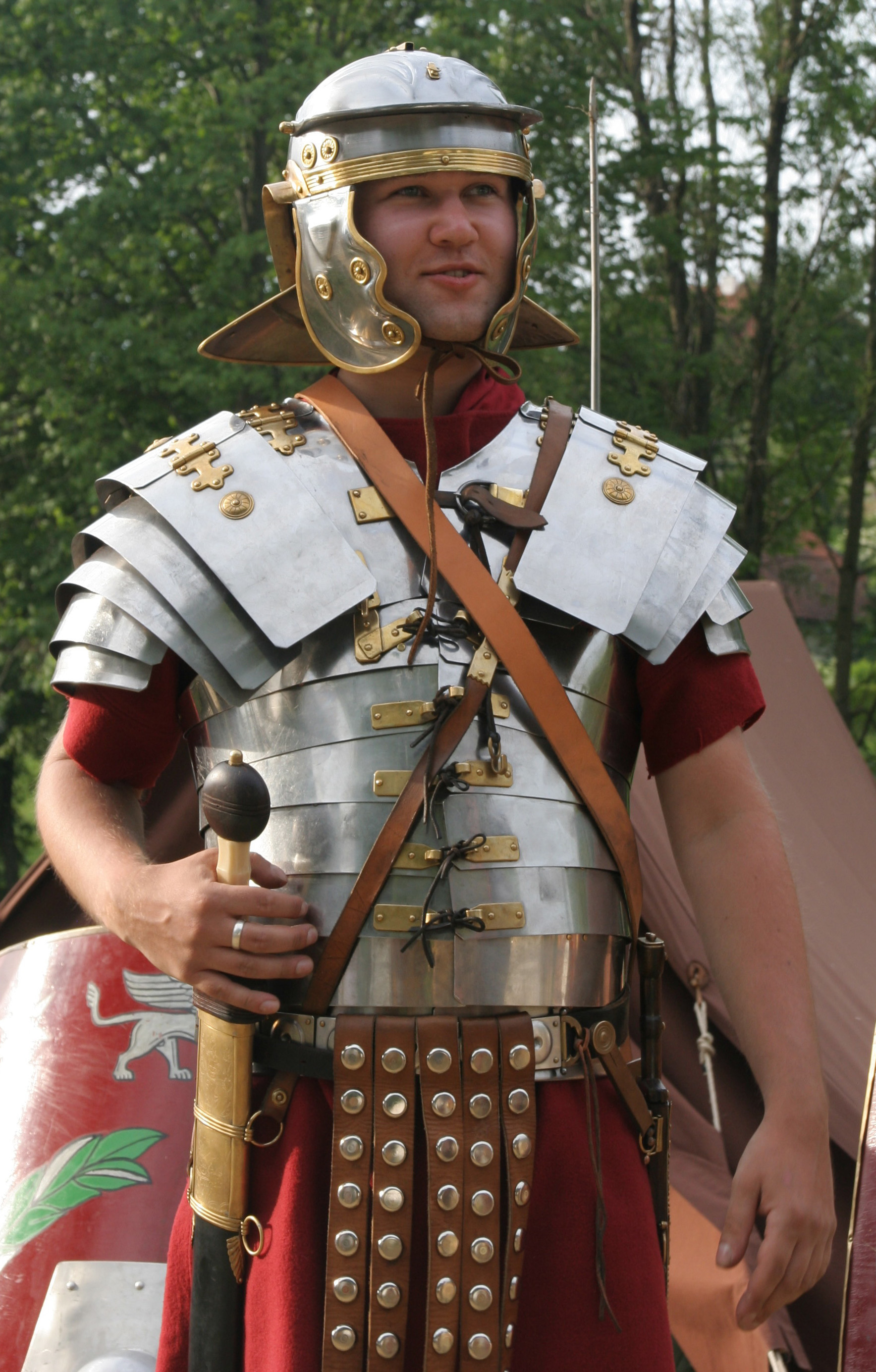
ローマ兵士　ローリーカ・セグメンタータ
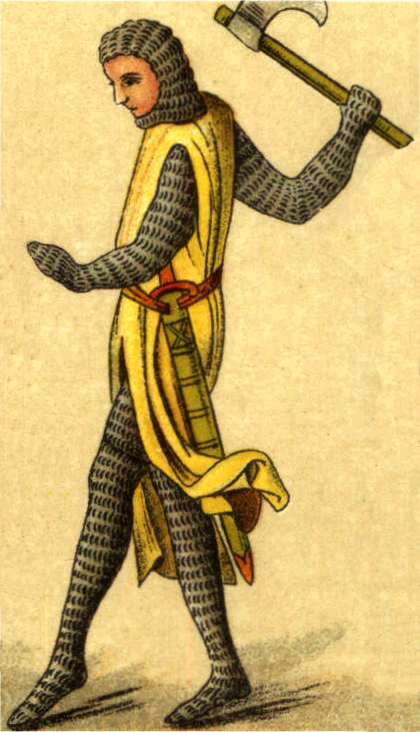
メイル
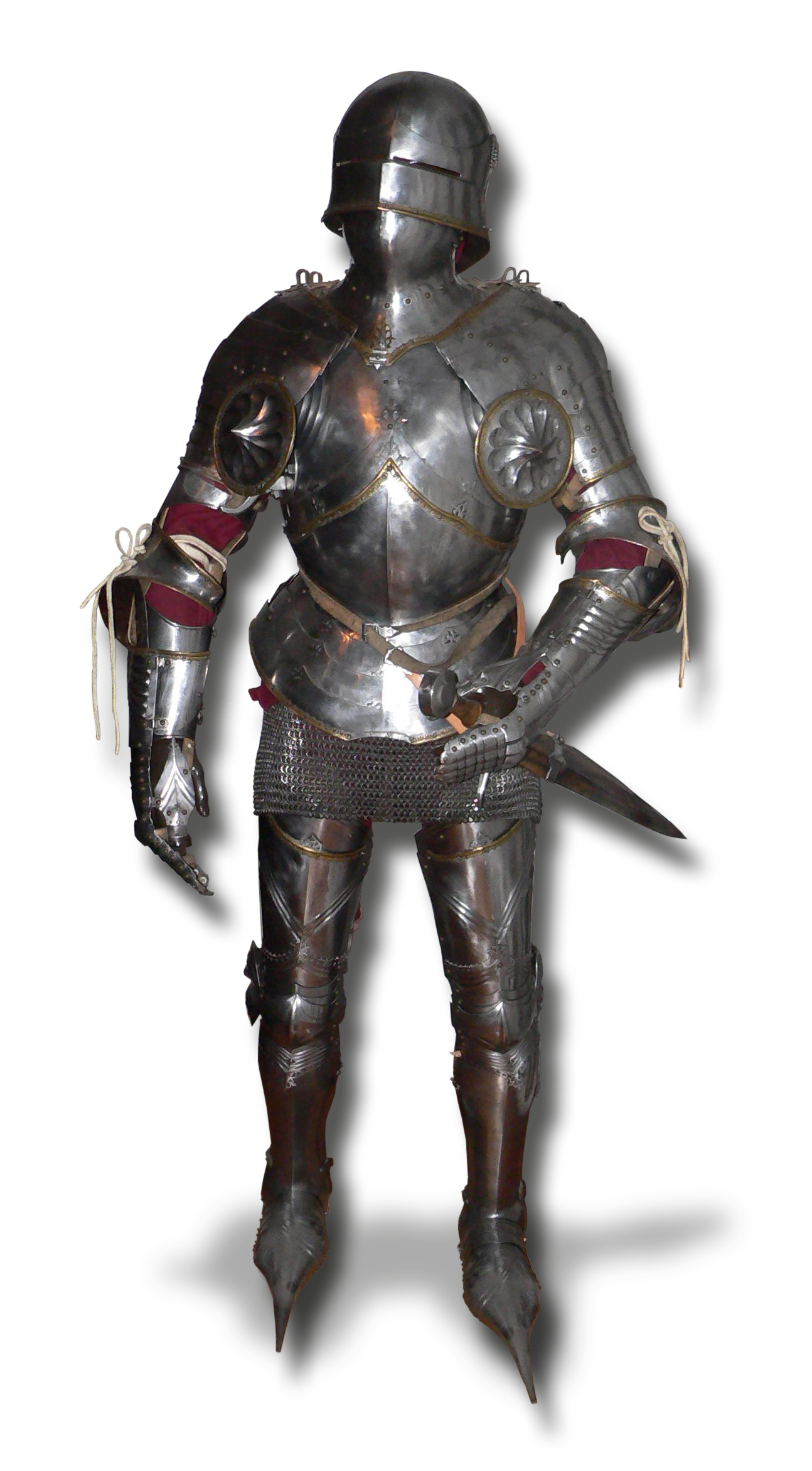
プレートアーマー（ハイ・ゴシック様式）
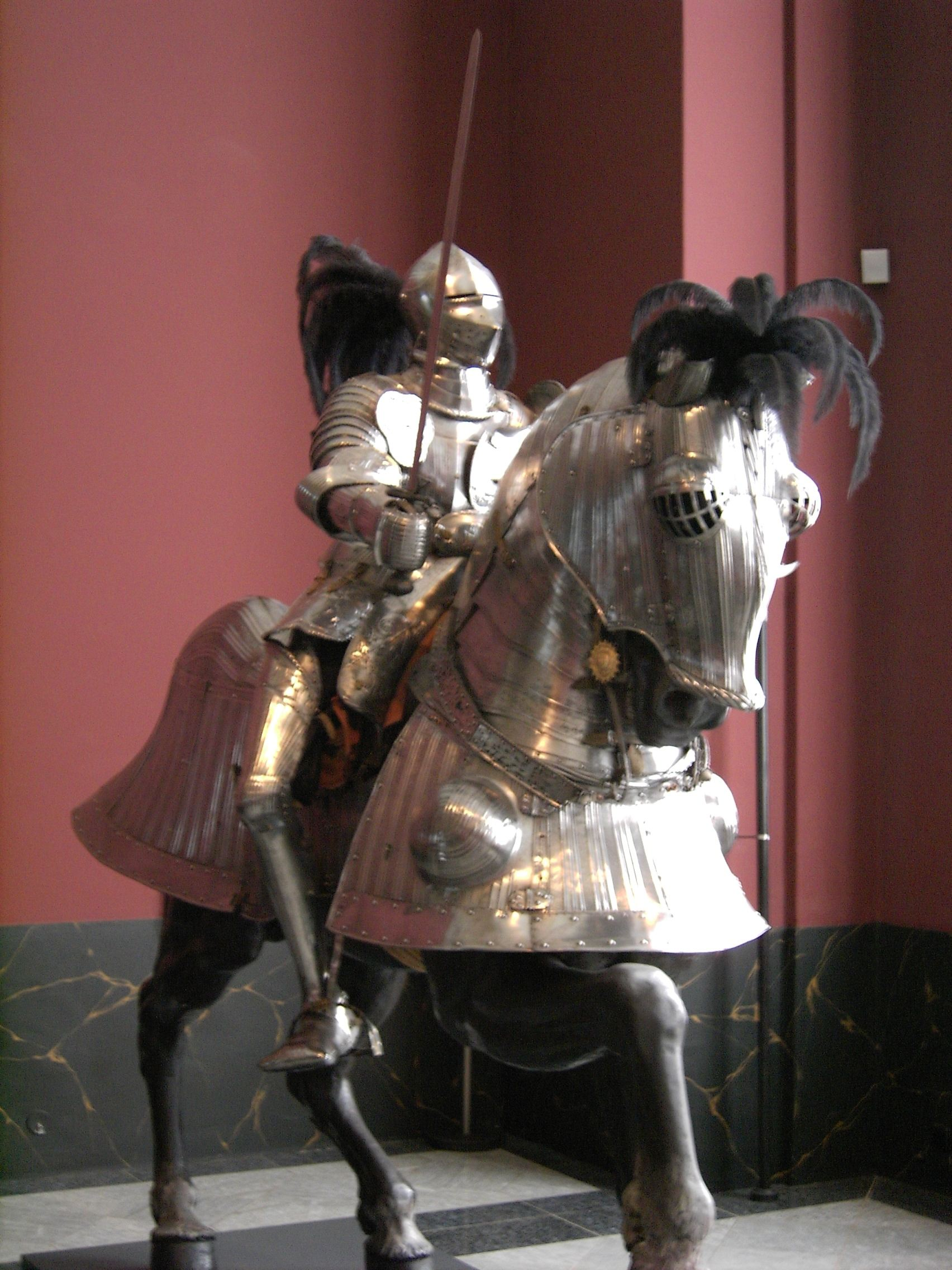
16世紀頃の鎧
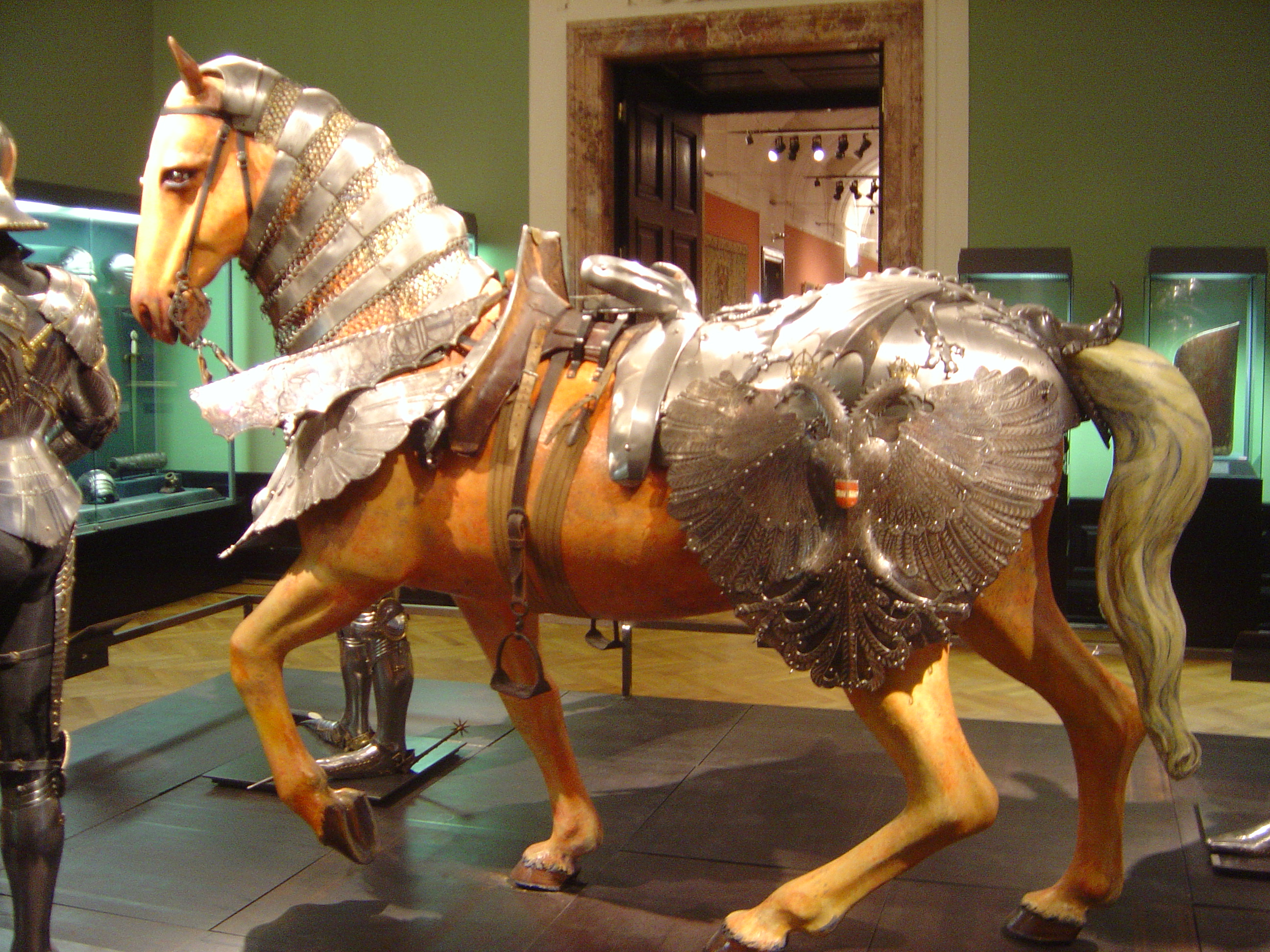
一部だけを覆う馬用の鎧（オーストリア美術史美術館所蔵）
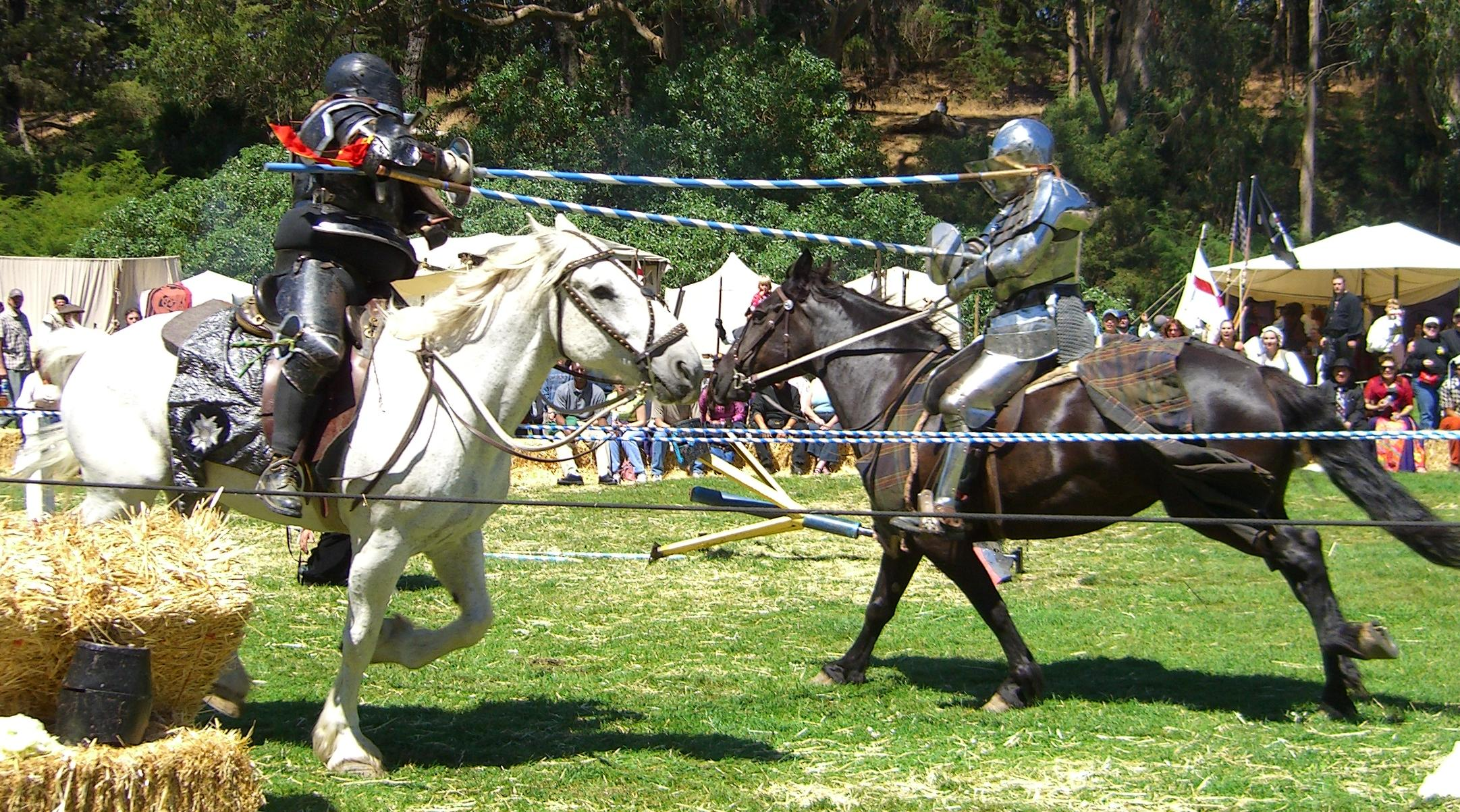
ジョストのイベント（2006年）

紀元前4世紀頃にケルト人によってチェインメイルが発明されるが、製造に手間がかかったため貴族など一部の使用に限られた。やがてチェインメイルは紀元前3世紀頃からローマ軍によって使われるようになり、帝政時代の軍団兵の多くはチェインメイルを装備していた。剣闘士には試合を盛り上げるため、腹部など急所の部分が露出し、派手な飾りが付いた鎧が支給されていた。
中世になると鎖の量産技術が完全に確立したため、チェインメイルがヨーロッパ全域で装着されるようになり、十字軍時代の1250年頃まで使用された。この頃から、騎兵にとって歩兵から狙われやすい脚部、次いで腕部と、少しずつ鋼鉄板（プレート）が追加されるようになった。やがて全身を覆い出すようになってプレートアーマーとして完成する。鋼鉄製の鎧は刀剣はもちろん、槍や矢もかなり防ぐことができた。そのため鎧の上からでも打撃を与えやすいメイス類や鎧を破壊するための爪（ピック）が普及した。プレートアーマーの欠点は、通気性に乏しく着用者が熱中症に陥りやすいこと、着用者の体格に適合していないと動きやすさが制限されること、そして可動部が破損・変形すると自由な動きが妨げられることである。たとえばアジャンクールの戦いでは重装のフランス騎士団が泥に足をとられて軽装の英兵に惨敗している。
重量の増加に合わせ軍馬は優れた運搬能力とスタミナを有しながら、それなりの速度も出せる大型の馬（デストリア）が使われるようになった。またバーディング（馬用の鎧）も頭や首を保護する簡易的な物から全身を覆うものへと強化されていった。
現在プレートアーマーとして知られる装飾性の高い物は、騎士の戦場での重要性が低下した1400年以降に出現したものであり、騎士の役割りが、戦士としてより指揮官としての面が強くなり、身分を象徴するようになったことを反映している。この頃は日常においても、ファッションとしてプレートアーマーの一部を装着する事が流行する。バーディングも華美な装飾が施された物が登場した。
1500年代後半を境に、プレートアーマーで身体を覆う面積が少なくなっていき、半甲冑へと移行する。銃砲の発達に対抗するために重量を増したプレートアーマーに、着用者が耐えられなくなり、やむなく面積を減らす事で対応したのである。それにも限界があり、徐々にプレートアーマーは用いられなくなる。第一次世界大戦期まで胸甲騎兵として命脈を保つものの、騎兵そのものが時代遅れとなり、消滅する。馬用の鎧も次第に軽装となっていき、プレートアーマーを使用しなくなると運搬能力はデストリアに劣るがより速度の速い中間種（ハクニーなど）が好まれるようになった。
ヨーロッパでイベントとして行われるジョストでは見栄えの良いプレートアーマーやフリューテッドアーマーが好んで使用される。
鎧の例
- クウィラス（英語版）[2] - 胴鎧
- リノトーレークス（英語版）[3]　-　古代ギリシア、マケドニアで使用された布を獣脂で重層にした胴鎧。
- 「マッスル・クウィラス」（英語版） - 古代ギリシア後期に出現後、紀元前5世紀から4世紀にかけて普及した。理想の肉体美を表現した金属鎧
- ハルニッシュ（ドイツ語版） - 乗馬を想定して作られた全身金属製の鎧
- ローリーカ・セグメンタータ[4]
- フルーテッド・アーマー[5]（マクシミリアン式甲冑）
- プレイト・アーマー[6]
- メイル（ホーバーク）
- スケイル・アーマー
- コート・オブ・プレート
- レザー・アーマー
- ラメラー・アーマー
- ブリガンディーン[7]

### 中東の鎧

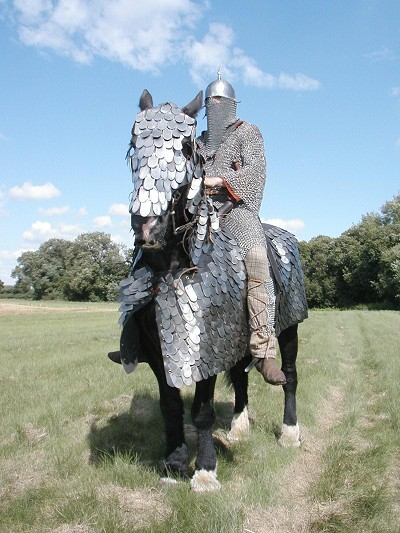
サーサーン朝の重装騎兵
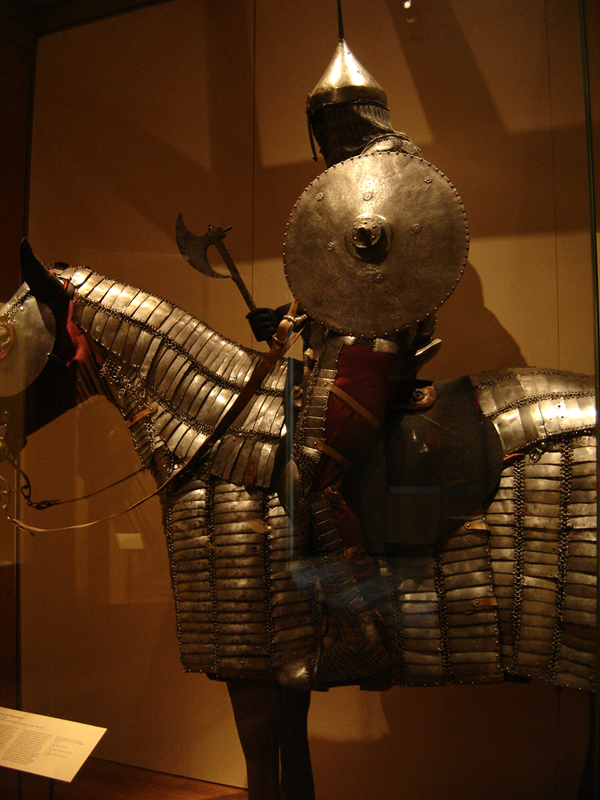
1450年頃のイランの重装騎兵
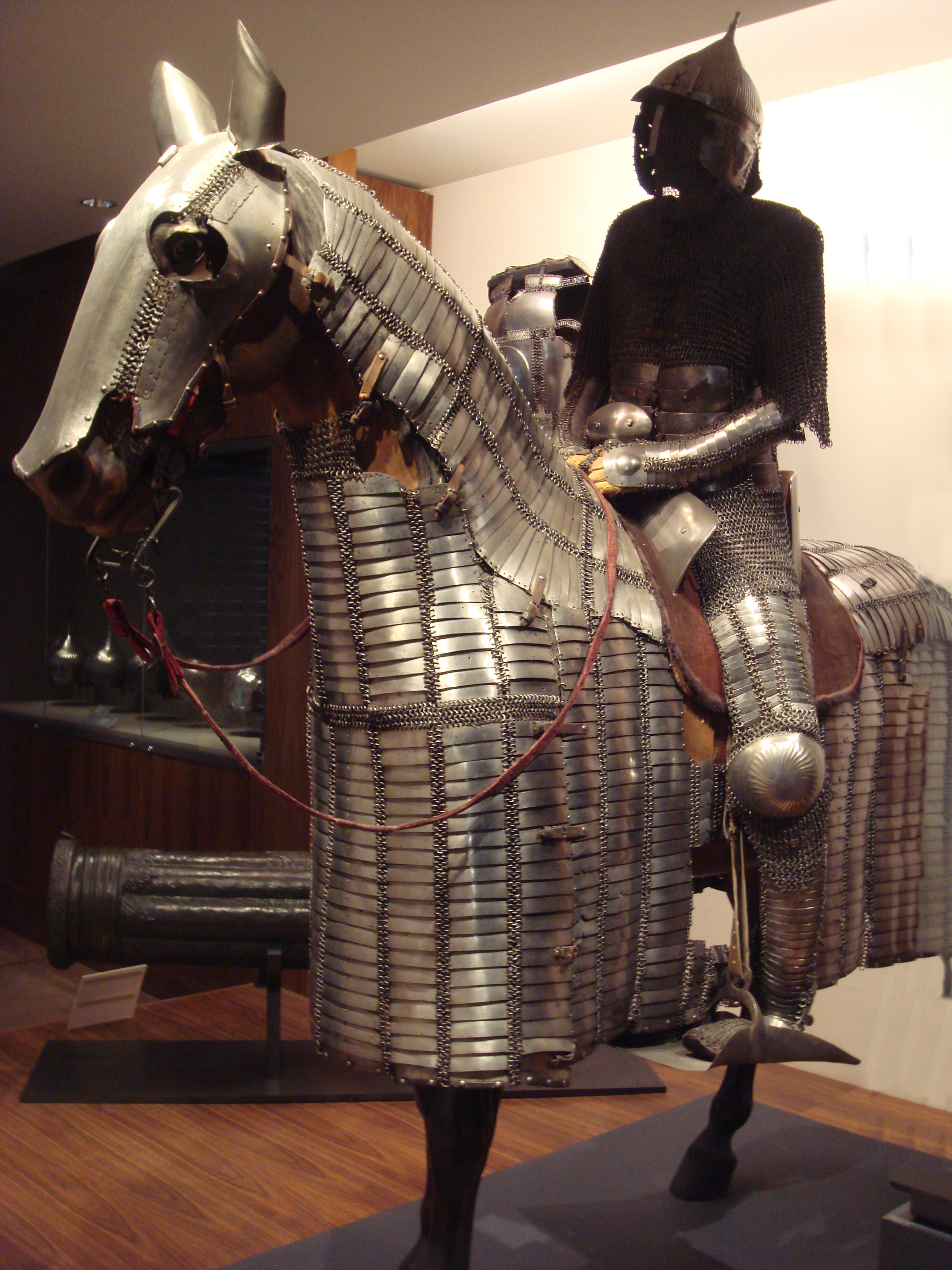
オスマン帝国のマムルーク
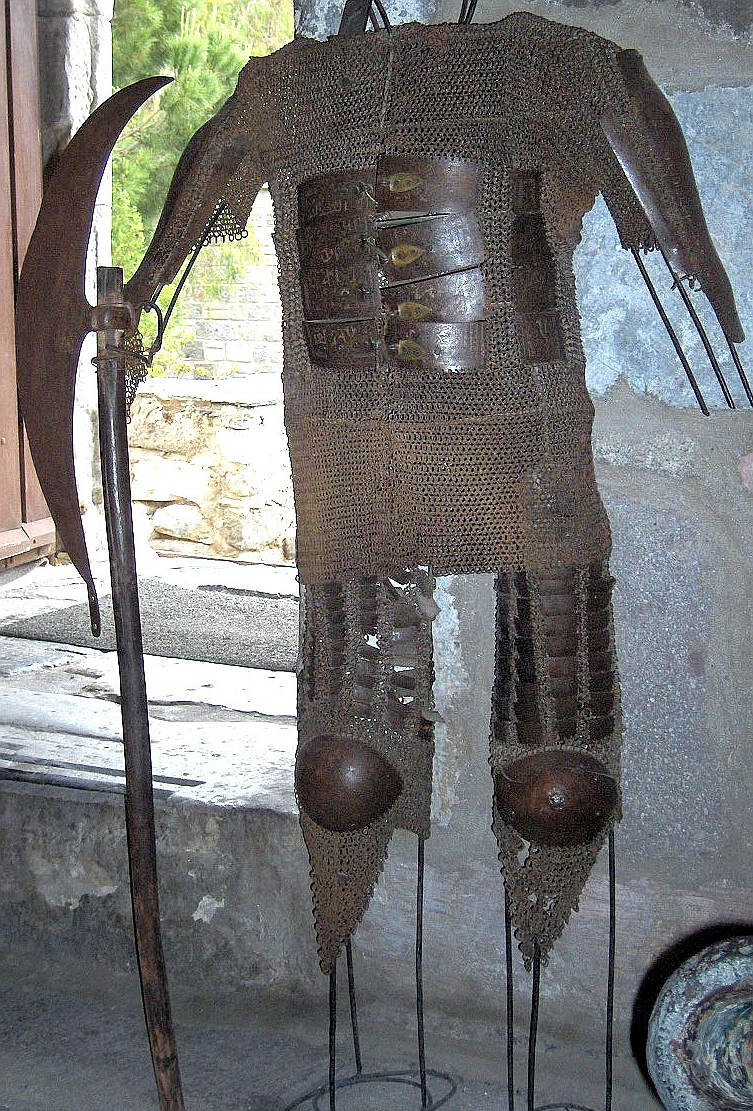
オスマン帝国の鎖帷子 1400年

中近東における原始的な鎧の一つは、鰐の皮を利用した防護服だった。紀元前3,000年から紀元前1500年ごろのエジプトに出現した統一国家の兵士は鎧を着こむことは少なく、腰巻と日よけのための被り物を身に着けているだけだった。紀元前2550年から紀元前2350年にかけて存在したシュメール人の戦士は青銅製の兜をかぶり、動物の毛か植物の葉でできた腰蓑と鋲が打たれたマントを身に着けており、腰蓑はかさばっていることである程度の防御力を持ち、大きなマントは急所である胴体への狙いをつけづらくする働きがあったとされる。金属製の兜は主力武器の一つであった鎚鉾や手斧による攻撃を防ぐことができた。
民族移動や交易により加工技術が発達するとエジプトではメソポタミア文明でも使用された戦闘馬車が用いられ始め、一部の兵士は革を煮固めた鎧を着こむようになる。また戦闘馬車に乗った兵士は徒歩で移動する必要性が薄かったため、丈の長い小札鎧を着こむ場合もあった。メソポタミアで勃興したアッシリアの兵士はドングリ型の鉄兜を身に着け、円形の胸当てを付けたが一部の兵士は小札鎧を身に着ける者もいた。
紀元前559年から紀元前330年ごろのアケメネス朝ペルシャの軍隊の騎兵は金属製の鎧を身に着けていない軽装騎兵が主力をなしており、鎧を装備していたのは王の親衛隊などの一部の部隊のみだったが彼らは乗り手だけでなく馬もスケイルアーマーで装甲化した重装騎兵である。
ローマ帝国と敵対することもあったパルティア王国やその後代わりに現れたサーサーン朝ペルシアの軍も同様の編成だったが、その中の重装騎兵であるカタフラクタイは全身を覆う鎖帷子の上に小札鎧を重ね着していた。カタフラクタイは馬上槍やメイス、刀剣などで武装しており、この重装騎兵の突撃に耐えうる装備がなかったローマ軍は戦列を組んで対抗する場合が多かった。
以降、中東地域では主に鎖帷子やその上にラメラーアーマーないしスケイルアーマーを重ね着するか、板金で補強した鎖帷子を使用していくが、アジア文化の影響が強かった地域では純粋なラメラーアーマーを着込んだ。
中世の終わりまで、ヨーロッパとは異なりプレートアーマーが使用されることはなかったが、これは中東ではアジア系民族の影響により機動力を重視したためであり、馬上試合もなかったため板金で構成された固い兜の必要性は薄く、頭部こそ板金だが首周りは通気性の良い鎖帷子で構成されている兜を好んだ。

### 現代の鎧
- 防刃ベスト
- ボディアーマー

### 有名な鎧
- 源氏八領（源氏相伝）
- 避来矢（藤原氏相伝）
- 唐皮（平氏相伝）
- 五折剛鎧、剛鎧 - 諸葛亮が作らせたという伝えの頑丈な鎧[16]。五つ折に出来て携帯性に優れる鎧[17][18]

## 鎧まわりの装備
鎧下着とは、鎧の下に着る装備である。東洋・西洋関わらず、そのまま鎧を着用すると擦れたり攻撃を受けた衝撃を逃がせないため、綿や布切れ、動物の毛などを詰めた着物を着るようにしていた。また相手側の武器（銃器など）や階級によっては、そのまま鎧や防弾ベストとしたものも使用された。
防寒のために鎧の上から羽織る上着（陣羽織、シュールコーなど）もあった。
- 日本の場合、鎧下着、具足下着、鎧直垂、裁付袴（太刀付）などがある。
- 中国の場合、棉甲、布面甲、綿襖甲と呼ばれるものが下着として利用されていたが、元朝以降は銃器が主流となり、下級兵士の装備であったものが銃器の衝撃と貫通を止める装備として金属鎧に代わり主流となっていった。鉄などで補強したものは、暗甲、青布鐵甲、布面鐵甲、釘甲という。
- 西洋の場合、ギャンベゾンというウール等を詰めた布の鎧。そのまま使用することもあったが、金属鎧と人体の擦れを軽減し、攻撃の衝撃を逃がすために鎧兜の下に着用した。紐が出ており、それを金属鎧側と結び固定するようになっている。

靴
- 中世ヨーロッパの足装備をサバトン（英語版）と呼ぶ。

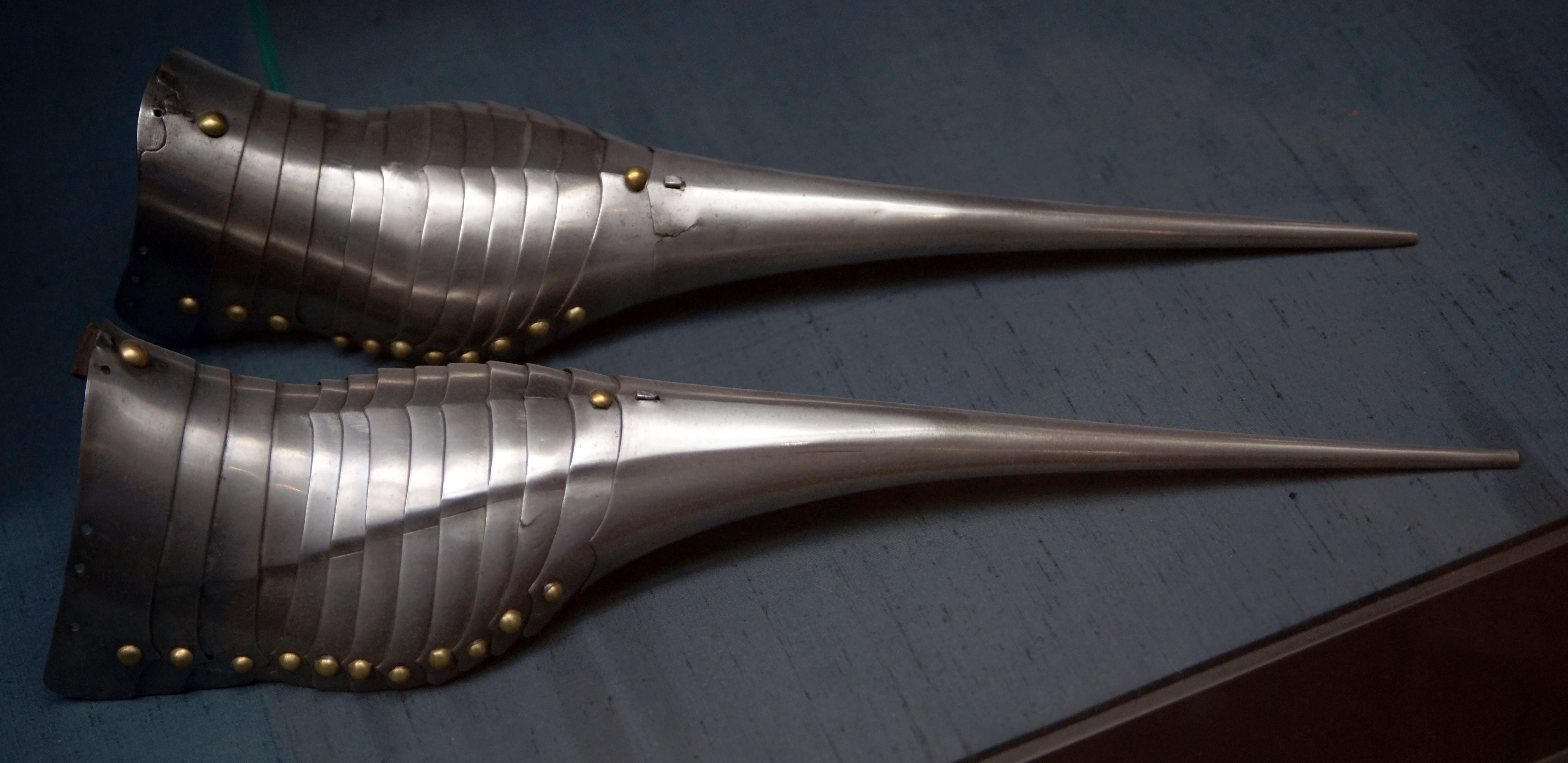
中世の男女関係なく履かれた先がとがった靴プレーヌ（英語版）型の神聖ローマ皇帝マクシミリアン1世のサバトン（15世紀ごろ）
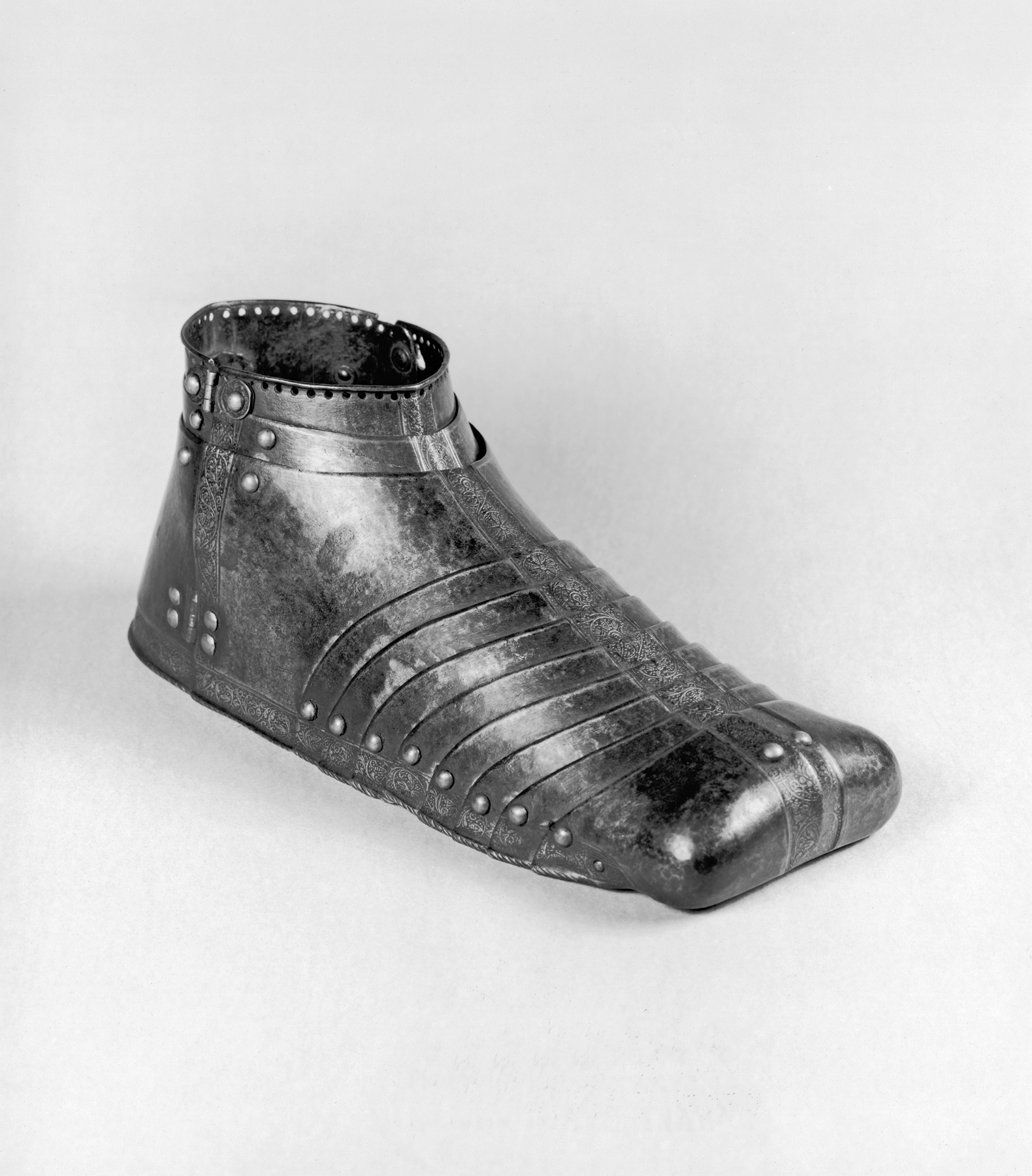
ダックビル・シュー（英語版）型（15-16世紀ごろ）
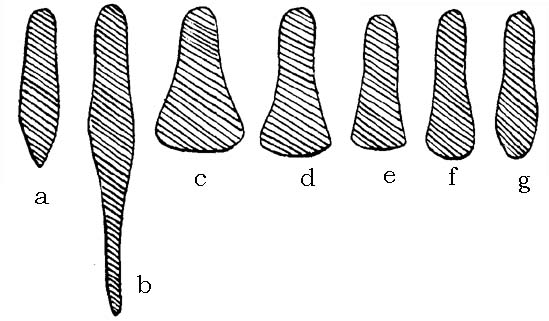
武具歴史家Wendelin Boeheim（英語版）がまとめた靴底の形状変遷 а) 1290—1390. b) 1300—1490. с) 1500—1530. d) 1530—1540. е) 1540—1550. f) 1550—1560. g) 1560—1590.

## 鎧/冑と言語
- 肉鎧（にくよろい）
- びびる - 平安時代末期、大群が動く時の鎧の触れ合う音が「びんびん」と響くことから、この音を「びびる音」と呼んだことに由来する[19][20][21]。ただし、委縮することの用例の初出を『精選版 日本国語大辞典』では1680年の『続無名抄』としている[22]。

## 鎧に関わる職業者
- 甲冑師
- Panzermacher（ドイツ語版） - ドイツ語で鎧職人を意味する語。
- Armoraro（イタリア語版） - イタリア語で鎧職人を意味する語
- Arti dei Corazzai e Spadai（イタリア語版） - フィレンツェの甲冑師組合
- Plattner（ドイツ語版） - プレートメイル専門の職人。
- Pompeo della Cesa（イタリア語版） - 16世紀後半で最も熟練したミラノの甲冑師

## 鎧の展示があるイベントや美術館
イベント
- アーマードバトル - 西洋の鎧を装着して戦うスポーツ
- ライブRPG
- 中世再現（英語版）

美術館
- クレムリン武器庫博物館（英語版） - モスクワ最古の博物館の一つ。1508年に王の武器廠として建設された。1960年に博物館として公開。
- ロイヤル・アーマリーズ - イギリスの鎧製造部門が作った博物館
- デンマーク王立武器博物館（英語版）
- アンブラス城、美術史美術館 - オーストリア大公フェルディナント2世が体系的に集めた武器のコレクションが展示されている。
- ヒギンズ武器庫博物館（英語版）
- トリノ王宮博物館（イタリア語版）
- 王宮武器庫（ドイツ語版） - ドレスデン王宮（ドイツ語版）の東翼の建物。1831年から歴史博物館として展示していたが、2013年にツヴィンガー宮殿の武器庫が老朽化したため移設された。

## 参考資料
- 『改訂増補 刀工総覧』川口陟・飯田一雄（校訂）　刀剣春秋新聞社・宮帯出版社（発売） ISBN 9784885830082
- 『金工事典』若山泡沫・飯田一雄（校訂）　刀剣春秋新聞社・宮帯出版社（発売） ISBN 9784885830174
- 『アイテム・コレクション』 安田均・グループSNE 富士見文庫 ISBN 9784829142271
- 『図説 西洋甲冑武器事典』三浦権利 柏書房 ISBN 9784760118427
- 『武器辞典』 市川定春 新紀元社 ISBN 9784883172795
- 『武器と防具・日本編』 戸田藤成 新紀元社 ISBN 9784883172313
- 『武器と防具・中国編』 篠田耕一 新紀元社 ISBN 9784883172115
- 『武器と防具・西洋編』 市川定春 新紀元社 ISBN 9784883172627
- 『武勲の刃』 市川定春・怪兵隊 新紀元社 ISBN 9784915146237
- 『魔導具事典』 山北篤・稲葉義明 新紀元社 ISBN 9784775300350
- 『図説・日本武器集成』決定版 歴史群像シリーズ 歴史群像シリーズ編集部 編 学習研究社 ISBN 9784056040401
- 『図説・中国武器集成』決定版 歴史群像シリーズ 歴史群像シリーズ編集部 編 学習研究社 ISBN 9784056044317
- 『刀剣甲冑手帳』 刀剣春秋編集部 編　刀剣春秋新聞社・宮帯出版社（発売） ISBN 9784863660632
- 『中国武術兵器法』 青木嘉教 愛隆堂 ISBN 9784750202334
- 『隠し武器総覧』 名和弓雄 壮神社 ISBN 9784915906367
- 『図解隠し武器百科』 名和弓雄 壮神社 ISBN 9784404008077
- 『【決定版】図説忍者と忍術 忍器・奥義・秘伝集』 歴史群像シリーズ 歴史群像シリーズ編集部 編 学研マーケティング ISBN 4056048142
- 『【決定版】忍者・忍術・忍器大全』 都市鉄道研究会 著 歴史群像編集部 編 学習研究社 ISBN 4054041205